# Tri-Wing

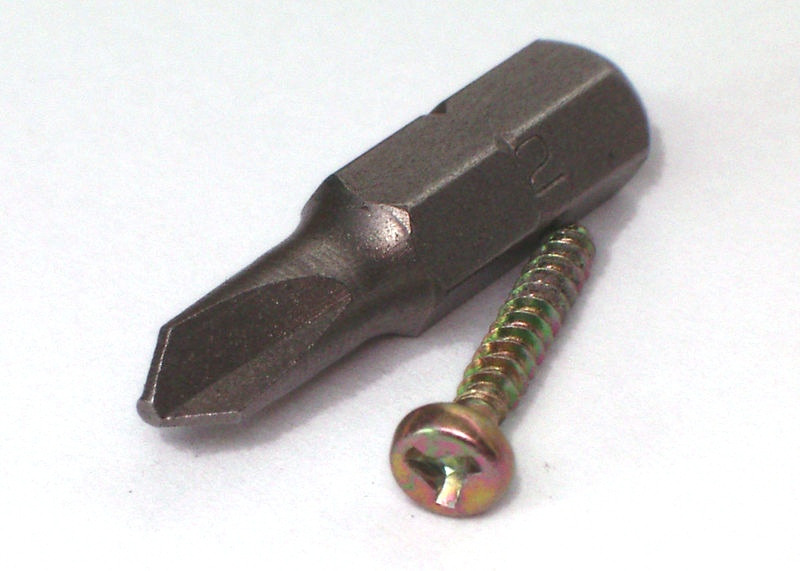
Tri-Wing-Bit und Tri-Wing-Schraube

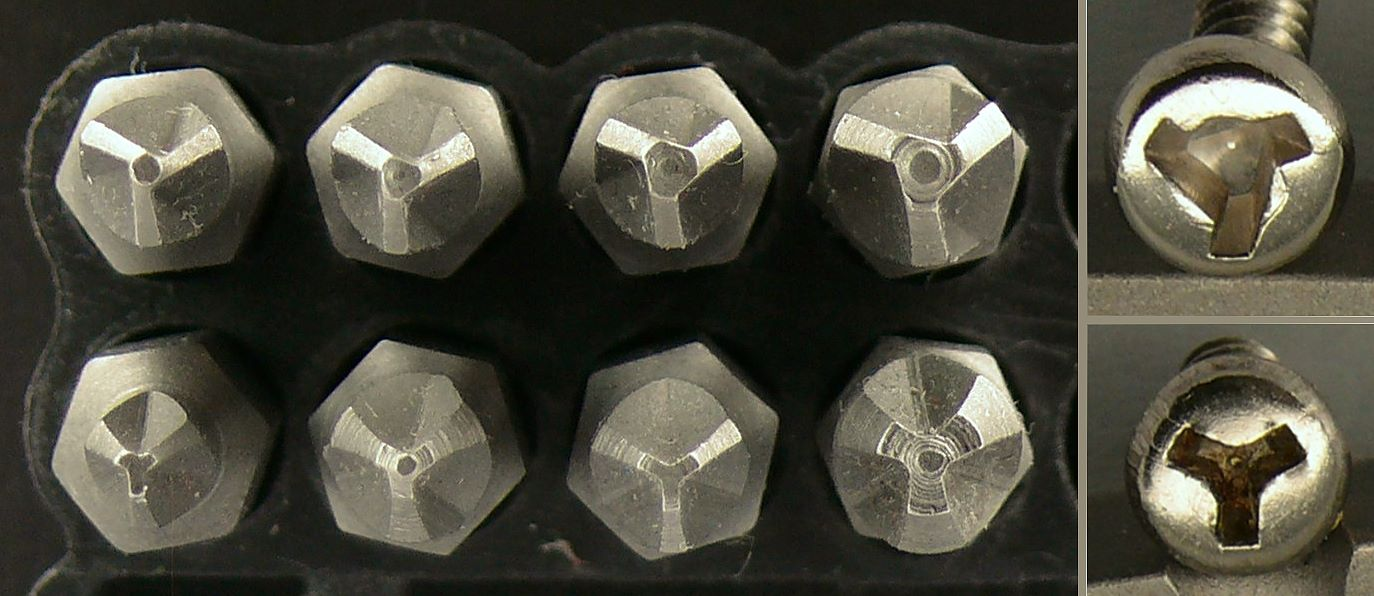
Obere Reihe: Tri-Wing
Untere Reihe: Y-Type

Tri-Wing, auch TriWing, abgekürzt TW, ist ein von der Phillips Screw Company entwickelter Schraubenkopfantrieb.
Die Form erinnert an einen Propeller, dessen breite Flügel nicht auf den Mittelpunkt zeigen, wie bei einem dreiflügeligen Spielzeug-Windrad.
Die geplanten Einsatzgebiete sind Luftfahrzeuge und Militärgerät.
Man findet den Schraubenantrieb aber auch an Elektrokleingeräten, wo er in Form einer Sicherheitsschraube die Öffnung durch Unbefugte erschwert, z. B. bei Steckernetzteilen.
Da passende Schraubenzieher in Europa seit Mitte der 1990er Jahre im Handel verfügbar sind, erfüllt der Schraubenkopf nur noch bedingt diesen Zweck.
Mittlerweile überwiegen andere dreiflügelige Schraubenantriebe, die durch Produkte aus dem südostasiatischen Raum nach Europa kommen, siehe Abschnitt Y-Type.
Die entsprechende Variante des Tri-Wing mit vier Flügeln nennt sich Torq-Set.

## Y-Type

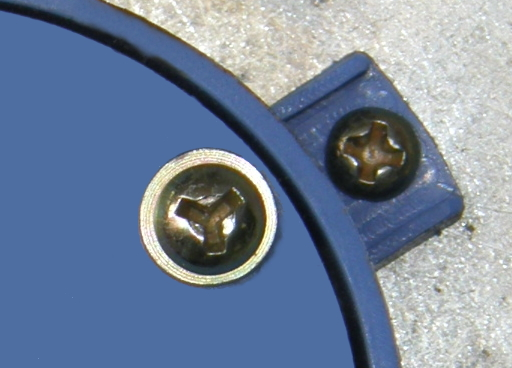
Y-Type-Schraubenkopf neben einer Phillips-Schraube

Dieser Schraubenkopfantrieb heißt Y-Type (englisch, chinesisch: Y型), auch Y形 (chinesisch, übersetzt: Y-förmig), Tri-Point (Bezeichnung durch US-Werkzeughersteller) oder Trigram. Er wird aber in Nordamerika und Europa häufig nach dem oben genannten Schraubenantrieb Tri-Wing benannt.
Unter diese Namen fallen mindestens zwei verschiedene, sich aber nur leicht unterscheidende Varianten. Allen gemeinsam ist, dass sich die Mittellinien der drei Flügel im Mittelpunkt wie bei einem dreiblättrigen Propeller treffen.
Eine Variante hat abgerundete Ecken an dem Punkt, an dem die Flügel aufeinander treffen. Damit ähnelt sie im Design dem Phillips-Schraubenantrieb, hat aber nur drei Flügel.
Es gibt den Schraubenantrieb in verschiedenen Größen für verschiedene Schraubendurchmesser. Gebräuchlich sind die Größen Y 2.0, Y 2.5, Y 3.0, Y 4, Y 5 und Y 6.
Gerne werden Y-Type-Schraubenantriebe bei Elektrogeräten aus Südostasien eingesetzt, die mit 230-V-Netzspannung betrieben werden, z. B. Zeitschaltuhren oder Steckernetzteile. Aber auch bei Laptops und deren Zubehör werden sie verwendet, z. B. bei Microdrive-Laufwerken oder im Inneren des Apple MacBook Pro.
Sie übernehmen die Funktion einer Sicherheitsschraube, um das Öffnen von Geräten zu erschweren.
Der Einsatz durch Nintendo bei deren Spielekonsolen, z. B. DS/DS lite, Game Boy Advance / Advance SP, Wii, und durch Fujifilm bei seinen Kameras, z. B. bei der FinePix-Serie, machte den Tri-Point-Schraubenantrieb bekannter, weil die originalen Tri-Wing-Schraubenzieher nicht in die kleinen Schlitze passen.
Für größere Schrauben sind größere Y-Type-Schraubenzieher notwendig, die bislang selten zu bekommen sind (Stand 2014). Somit scheint die Wirkung als Sicherheitsschraube noch gegeben. Die kleineren Größen des Tri-Wing kann man ersatzweise benutzen, jedoch können dabei Schraubenzieher bzw. der Schraubenkopf beim Lösen der Schraube beschädigt werden.

a) Schlitz b) Phillips
c) Pozidriv d) Torx e) Innensechskant f) Robertson g) Tri-Wing h) Torq-Set i) Spanner